# Mário Carneiro
Mário Gonçalves Carneiro (Chaves, 7 de dezembro de 1917, Santa Maria Maior (Chaves), 5 de julho de 2008), filho de Francisco Gonçalves Carneiro e de Maria Adelaide Alves Carneiro, neto paterno de Joaquim Gonçalves Barroco e de Maria Ferreira (ambos de Santo Estevão, em Chaves) e neto materno de Joaquim Alves Carneiro Junior e de Júlia Pinto Carvalho (ambos de Santa Maria Maior, em Chaves). Foi um médico cirurgião português, dedicado à dinamização das termas das Caldas de Chaves, uma das maiores riquezas naturais da cidade de Chaves, reconhecidas também internacionalmente.
Foi convidado para exercer cirurgia num hospital de Coimbra, cidade onde se formara em 1942 convite que declinou. 
Sobre as Caldas de Chaves, fundamentou a sua tese de licenciatura, que desde então o seduziam. Contrariamente a todas as conveniências materiais o Dr. Mário Carneiro aceitou o cargo de director clínico das Caldas de Chaves em 22 de Setembro de 1945. Já como director das Caldas, a ideia da criação de um moderno parque termal em toda a região do Alto Tâmega interligado com as termas da Galiza ganhou consistência. Um centro balnear condigno em Chaves e sonho de juventude, passou para Mário Carneiro a ser o grande objectivo de vida. As Termas de Chaves são o culminar de uma carreira de uma personalidade flaviense ímpar e carismática. 
Como homenagem a 22 de Setembro de 1996, e passados cinquenta anos da sua tomada de posse, a Câmara Municipal de Chaves prestou-lhe a justa homenagem, atribuindo-lhe a Medalha de Ouro da cidade e um busto nos jardins das Caldas de Chaves.
As Termas de Chaves foram distinguidas pelo 3.º ano consecutivo (2006), com o prémio de Melhor Unidade Termal de Portugal, pelo programa Saúde e Termalismo Sénior do INATEL (FNAT).